# Parti démocratique caïmanien
Le Parti démocratique caïmanien (en anglais : Cayman Democratic Party, CDP) est un parti politique des Îles Caïmans, fondé en 2001 sous le nom de United Democratic Party  par McKeeva Bush qui en est toujours le Leader. 

## Historique
En 2001, McKeeva Bush rallie à lui plusieurs parlementaires pour renverser le gouvernement de Kurt Tibbetts. Ils forment alors le United Democratic Party (UDP) qui remporte la majorité à l'Assemblée législative des îles Caïmans et McKeeva Bush devient chef du gouvernement des îles Caïmans. Lors des élections de 2005, l'UDP perd la majorité au profit du Mouvement progressiste du peuple de Tibbetts. Il regagne cependant le pouvoir lors des élections de 2009, avant de le perdre à nouveau en 2013, où il constitue l'Opposition au gouvernement d'Alden McLaughlin. Il change de nom en 2016 pour devenir le Cayman Democratic Party (CDP).
Lors des élections législatives caïmaniennes de 2017, il est de nouveau minoritaire, avec trois élus sur dix-neuf, mais face à l'arrivée de neuf élus indépendants, le CDP et le Mouvement progressiste du peuple signent un accord de gouvernement. 